# Kacper Kozłowski (futbolista)
Kacper Szymon Kozłowski (Koszalin, 16 de octubre de 2003) es un futbolista polaco que juega en la demarcación de centrocampista para el Gaziantep F. K. de la Superliga de Turquía.

## Selección nacional
Tras jugar en las selecciones sub-15, sub-17, y sub-19, finalmente el 28 de marzo de 2021 debutó con la selección absoluta de Polonia en un partido de clasificación para la Copa Mundial de Fútbol de 2022 contra Andorra que finalizó con un resultado de 3-0 a favor del combinado polaco tras los goles de Karol Świderski y un triplete de Robert Lewandowski.
Fue convocado para participar en la Eurocopa 2020. El 19 de junio hizo su debut en el torneo ante España, convirtiéndose de este modo en el futbolista más joven en jugar en una Eurocopa. Este récord fue superado por Lamine Yamal, 15 de junio de 2024, ante la selección de Croacia por la 17.ª edición de la Eurocopa, con sede en Alemania.

### Participaciones en Eurocopas
| Copa          | Sede   | Resultado    | Partidos | Goles |
| ------------- | ------ | ------------ | -------- | ----- |
| Eurocopa 2020 | Europa | Primera fase | 2        | 0     |

## Estadísticas

### Clubes
Actualizado al último partido disputado el 25 de febrero de 2024.
| Club                            | Div.          | Temporada     | Liga  | Liga  | Copas nacionales | Copas nacionales | Copas internacionales | Copas internacionales | Total | Total |
| Club                            | Div.          | Temporada     | Part. | Goles | Part.            | Goles            | Part.                 | Goles                 | Part. | Goles |
| ------------------------------- | ------------- | ------------- | ----- | ----- | ---------------- | ---------------- | --------------------- | --------------------- | ----- | ----- |
| Pogoń Szczecin II · Polonia     | 4.ª           | 2018-19       | 1     | 1     | ―                | ―                | ―                     | ―                     | 1     | 1     |
| Pogoń Szczecin II · Polonia     | 4.ª           | 2019-20       | 3     | 3     | ―                | ―                | ―                     | ―                     | 3     | 3     |
| Pogoń Szczecin II · Polonia     | 4.ª           | 2020-21       | 2     | 2     | ―                | ―                | ―                     | ―                     | 2     | 2     |
| Pogoń Szczecin II · Polonia     | Total club    | Total club    | 6     | 6     | 0                | 0                | 0                     | 0                     | 6     | 6     |
| Pogoń Szczecin · Polonia        | 1.ª           | 2018-19       | 1     | 0     | 0                | 0                | ―                     | ―                     | 1     | 0     |
| Pogoń Szczecin · Polonia        | 1.ª           | 2019-20       | 3     | 0     | 0                | 0                | ―                     | ―                     | 3     | 0     |
| Pogoń Szczecin · Polonia        | 1.ª           | 2020-21       | 20    | 1     | 0                | 0                | ―                     | ―                     | 20    | 1     |
| Pogoń Szczecin · Polonia        | 1.ª           | 2021-22       | 16    | 3     | 1                | 0                | 2                     | 0                     | 19    | 1     |
| Pogoń Szczecin · Polonia        | Total club    | Total club    | 40    | 4     | 1                | 0                | 2                     | 0                     | 43    | 4     |
| Union Saint-Gilloise · Bélgica  | 1.ª           | 2021-22       | 9     | 0     | 0                | 0                | ―                     | ―                     | 9     | 0     |
| Union Saint-Gilloise · Bélgica  | Total club    | Total club    | 9     | 0     | 0                | 0                | 0                     | 0                     | 9     | 0     |
| S. B. V. Vitesse · Países Bajos | 1.ª           | 2022-23       | 29    | 2     | 1                | 1                | ―                     | ―                     | 30    | 3     |
| S. B. V. Vitesse · Países Bajos | 1.ª           | 2023-24       | 20    | 1     | 3                | 0                | ―                     | ―                     | 23    | 1     |
| S. B. V. Vitesse · Países Bajos | Total club    | Total club    | 49    | 3     | 4                | 1                | 0                     | 0                     | 53    | 3     |
| Total carrera                   | Total carrera | Total carrera | 104   | 13    | 5                | 1                | 2                     | 0                     | 111   | 14    |